# Hughes Felicité Robert de Lamennais

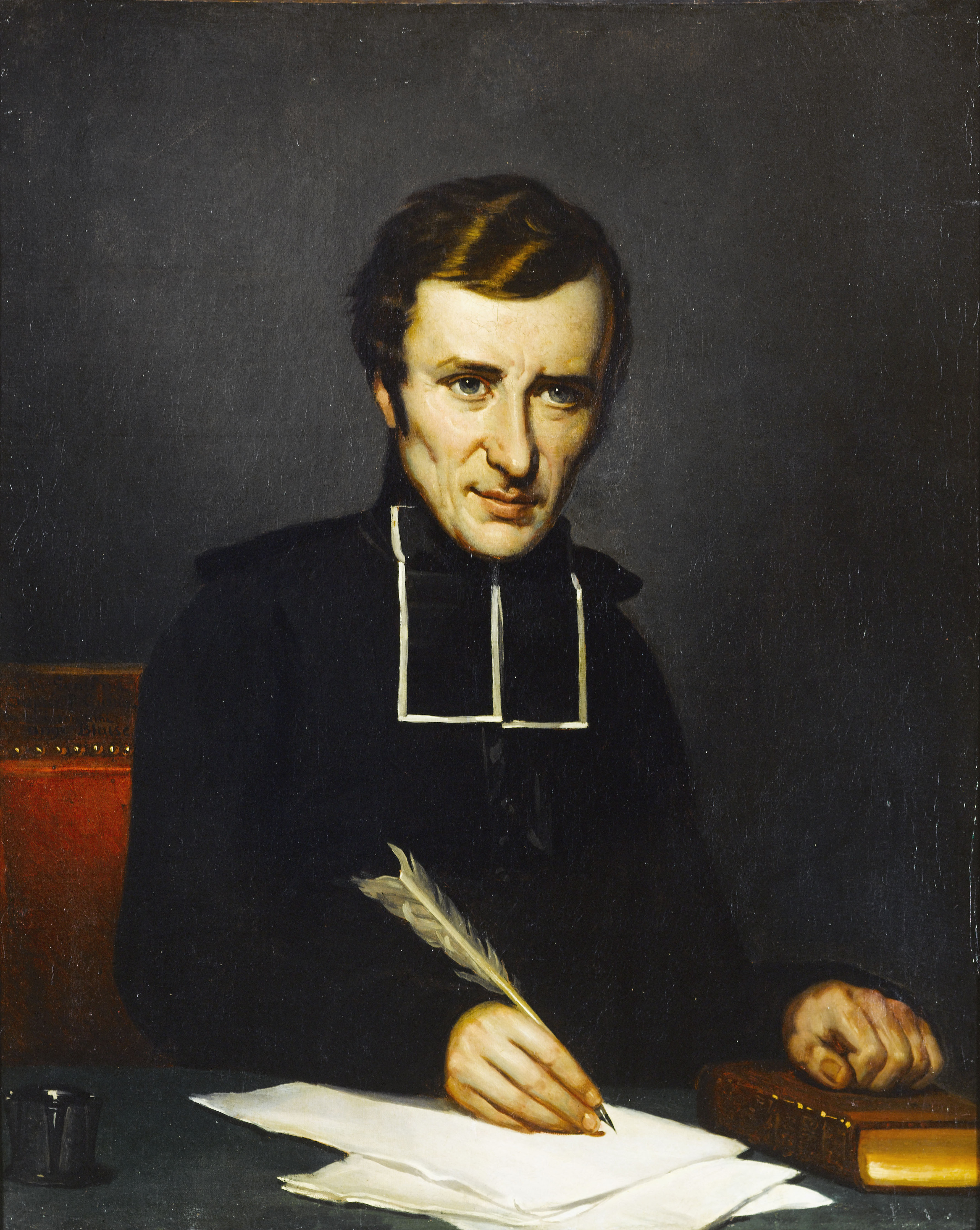
Hughes Felicité Robert de Lamennais

Hughes Felicité Robert de Lamennais, även Frédéric de La Mennais, född 19 juni 1782 i Saint-Malo i Bretagne, död 27 februari 1854 i Paris, var en fransk präst, teolog, filosof och socialpolitisk författare, ibland kallad "1800-talets Tertullianus", "den franska ultramontanismens fader" och en av Frankrikes mest betydande religiösa personligheter under 1800-talet. Han bröt så småningom med kyrkan, efter att påven bannlyst han plötsliga liberala vändning, och blev sedermera socialist.

## Biografi
Hughes Felicité Robert de Lamennais föddes i Saint-Malo som son till skeppsredaren Pierre Robert de Lamennais, som hade adlats av Ludvig XVI av Frankrike, och Gratienne Lorin, som dog när han var fem år. Han och hans bror Jean-Marie de Lamennais sändes efter moderns död till deras släkting Robert des Saudrais vid La Chênaie utanför Saint-Malo. Släktingen hade ett välfyllt bibliotek, som den unge de Lamennais till bringade många timmar i. Född med en känslig natur, och förskräckt över Franska revolutionen, utvecklade han en morbid läggning, vilken gjorde avtryck som en genomgående prägel och kvarblev trots de övrigt skiftande tankemönster som han genomgick under livet. 
1808 gav han anonymt ut Réflexions sur l'état de l'église en France pendant le 18ieme siècle et sur sa situation actuelle, i vilken han förfäktade religionen som det fundament som binder samman samhället. Napoleon I:s polis bedömde verket som samhällsfarligt, men det bidrog till att väcka den slumrande ultramontanismen i landet.
Från ungdomens tvivel räddades Lamennais genom läran om att kyrkans gudomliga auktoritet finns samlad i påvedömet, och han blev präst 1815. Hans ungdomligt stolta själ tilltrodde sig nu kraft att påtvinga världen sin ultramontana tro. Inom kort väcktes uppståndelse i de vidaste kretsar genom Lamennais Essai sur l'indifférence en matière de religion (4 band, 1817-23). I ett språk, vars glans och styrka förenade sig med skarpaste dialektik och sjudande lidelse, drog han där i härnad mot den moderna tidsandans tolerans och liknöjdhet i religiösa frågor. 
Restaurationstidevarvets härskande idé om absolut underkastelse under en yttre auktoritet hävdades av de Lamennais med ytterlig bestämdhet. de Lamennais slutpåstående går ut på att katolska kyrkan är innehavare av den sanna religionen och därför ofelbar. Den borgerliga statens auktoritet är av lägre rang än kyrkans och måste alltså böja sig för denna. Utan kyrkan och påvedömet kan ingen stat och ingen kultur existera. Att förneka påvens ofelbarhet är brottslig dårskap. Gallikanismen, de franska biskoparnas skötebarn, var dödsfienden. 
Snart stod de Lamennais som det till liv väckta kyrkliga Frankrikes andlige ledare, av påven hälsad med belöningar, som han dock alla med stolt inre höghet försmådde. Så kom julirevolutionen 1830, och dess liberala idéer bemäktigade sig den glödande patrioten. Frihet på alla områden, framför allt press-, samvets- och föreningsfrihet, blev plötsligt hans lösen: och denna frihet skulle organiskt sammanfogas med påvens absoluta makt. För att lösa detta problem förde han fram det krav som sedan aldrig mer skulle tystna: skilsmässa mellan kyrka och stat - men här i den kyrkliga frihetens och påvemaktens intresse lika väl som i den demokratiska folkfrihetens. 
Som organ för den "liberala ultramontanismen" uppsatte han och Maurice de Guérin, Jean-Baptiste Henri Lacordaire samt Charles de Montalembert 1830 tidskriften "L’avenir", som bar devisen "Dieu et liberté" (Gud och frihet). På samma gång här försvar fördes för alla former av andlig och borgerlig frihet, utstakade de Lamennais med förunderlig klarsynthet de medel och vägar för ultramontanismens segertåg, som den sedan följde. Men den inre motsättningen var oöverbygglig. Den reaktionäre Gregorius XVI utslungade 1832 en bannbulla, encyklikan Mirari vos, mot de frihetsvänliga grundsatser som "L’avenir" ville förena med katolicismen; påtryckning från jesuiter och även, av politiska skäl, från Österrike medverkade till "L’avenirs" dömande. De övriga medarbetarna böjde sig. 
de Lamennais var träffad i hjärtat, och en ny tvär, men innerst väl förberedd förvandling skedde; han bröt med påvedömet och katolicismen, men blev trogen friheten och demokratien. Från Bretagne skrev han den revolutionära skriften Paroles d’un croyant som utgavs med hjälp av Sainte-Beuve (1834; 10 upplagor på ett år; "En troendes ord", 1834), i vilken såväl den andliga som den världsliga maktens furstar skildras som folkens förstörare. Boken är indelad i verser liksom Bibeln och avfattad i en rytmisk prosa som lånat sin inspirerande kraft från de hebreiska profeterna och Uppenbarelseboken. 
Hans nya ideal blev nu en kristligt formad socialism som han i en rad skrifter sökte även filosofiskt grunda (Les Affaires de Rome, des maux de l'église ci de la société, 1836; Esquisse de philosophie, 4 band, 1841-46, med fler). Efter revolutionens utbrott 1848 invaldes de Lamennais i nationalförsamlingen, men spelade inte den ingripande roll man väntat. Efter statskuppen 1851 sökte han vederkvickelse i att översätta Dante. 
Det låg i de Lamennais natur att gå till ytterligheter i tankar och syften. I högsta grad uppriktig och oförvägen, förfäktade han med lidelsefull vältalighet vad han för tillfället ansåg som det absolut sanna. Med en djup instinkt för samhällets och folkets lidanden förenade han ett ömt kristligt brodersinne och hopp om mänsklighetens lyckligare framtid. Hans dystra, apokalyptiska inbillning målade städse det närvarande som outhärdligt och en allmän omstörtning som nära förestående.